# سفارة ماليزيا في مصر
سفارة ماليزيا لدى مصر هي الممثلية الدبلوماسية العليا لدولة ماليزيا لدى جمهورية مصر العربية. 

## السفارة
21 ش الاعناب متفرع من ش جامعة الدول العربية - ميدان مصطفى محمود المهندسين الجيزة.

## اقرأ أيضا
- قائمة البعثات الديبلوماسية في مصر